# Alejandro Garnacho
Alejandro Garnacho Ferreyra, né le 1er juillet 2004 à Madrid, est un footballeur international argentin qui évolue au poste d'ailier gauche à Manchester United. Il possède également la nationalité espagnole.

## Biographie
Né à Madrid, d'une mère argentine et un père espagnol,,, Alejandro Garnacho commence à jouer au football avec le Getafe dans la banlieue madrilène, avant de rejoindre le centre de formation de l'Atlético Madrid en 2015.

### Carrière en club

#### Formation et débuts avec United
À la fin de l'été 2020, Garnacho rejoint le centre de formation (en) de Manchester United,, pour un cout de transfert estimé à 420 000 livres sterling. Il était alors considéré comme un des tout meilleurs jeunes de l'Atletico, déclinant les offres de premier contrat professionnel des Colchoneros mais aussi du Real Madrid pour rejoindre le club anglais, avec comme motivation vraisemblable l'occasion de jouer avec son idole Cristiano Ronaldo,,.
Il signe son premier contrat professionnel avec le club en juillet 2021, le liant aux Red Devils jusqu'en 2025,. Il sort alors d'une saison où il a déjà marqué 7 buts dans le championnat des moins de 18 ans.
Pour l'exercice suivant, Garnacho part derrière des joueurs comme Joe Hugill (en), Shola Shoretire ou Anthony Elanga pour jouer la Premier League 2, mais il parvient néanmoins à s'imposer dans le championnat des moins de 23 ans tout en s'illustrant en FA Youth Cup et en UEFA Youth League, jusqu'à intégrer l'équipe senior au printemps 2022.
Garnacho fait ses débuts en équipe première pour United le 28 avril 2022, remplaçant Anthony Elanga à la 91e minute d'un match nul 1-1 contre Chelsea en Premier League,,,.
Au terme de la saison 2021-2022, il mène l'équipe des moins de 18 ans de son club à la victoire en FA Youth Cup, marquant deux buts en finale contre le Nottingham Forest,,. Il termine d'ailleurs meilleur buteur de la compétition, totalisant 7 réalisation,.
Il est élu meilleur jeune de son club à la fin de la saison, recevant le prix nommé en honneur de Jimmy Murphy,,.

#### Début professionnel avec Manchester
Lors de la saison 2022-23, Garnacho est pleinement intégré au groupe professionnels, entrant en jeu plusieurs fois en Premier League et en Ligue Europa, avant de connaitre sa première titularisation le 27 octobre 2022, lors d'une victoire 3-0 contre le Sheriff Tiraspol dans la compétition continentale, s'attirant les louanges de son entraineur Erik ten Hag,,,.
Une semaine après, le 3 novembre, il est titulaire et marque son premier but avec les Mancuniens lors de la victoire 1-0 en Ligue Europa contre la Real Sociedad,. Il est décisif en marquant le seul but de la rencontre, sur un service de Cristiano Ronaldo, à qui il rend hommage en reprenant sa célébration,,. À cette occasion, le jeune argentin devient le plus jeune étranger à marquer en compétition européenne avec le club anglais dépassant le record du nord-irlandais George Best.
Une semaine plus tard, il entre en jeu en coupe de la ligue, alors que son équipe est menée 1-2 et devient le plus jeune joueur de son club à délivrer deux passes décisives dans un même match, pour une victoire finale 4-2. Le 13 du même mois, il marque son premier but en Premier League, contre Fulham, sur un une-deux avec Christian Eriksen à la dernière minute de jeu, donnant la victoire à son équipe (2-1).
Après une première saison complète au sein de l'effectif professionnel de Manchester United (29 match et 4 buts), Garnacho prolonge son contrat de 5 ans jusqu'en 2028 avec le club mancunien.
Le 26 novembre 2023, il ouvre le score en exécutant un superbe ciseau lors d'un match contre Everton à l'occasion de la 13e journée du championnat anglais.
Il rend une nouvelle fois hommage à son idole et ancien coéquipier, Cristiano Ronaldo, en reprenant sa célébration. Ce but sublime est qualifié dès sa réalisation comme le but de l'année ; il sera effectivement récompensé du prix Puskás de la FIFA en décembre 2024. Quelques jours plus tard, le 29 novembre 2023, il inscrit son premier but en Ligue des Champions lors d'un match nul face à Galatasaray (3-3).

### Carrière en sélection

#### Équipes de jeunes
Éligible avec les sélections de l'Argentine et de l'Espagne, Alejandro Garnacho a d'abord représenté cette dernière avec les moins de 18 ans,,.
Garnacho est ensuite appelé par Javier Mascherano en équipe d'Argentine des moins de 20 ans, : il fait ses débuts le 26 mars 2022, titularisé pour un match amical contre les États-Unis. En fin de printemps, il s'illustre dans le Tournoi de Toulon, auteur de quatre buts en quatre matchs pour les moins de 20 ans au cours de cette édition (en), où seul Sékou Mara marque plus de buts. Il est ainsi nommé révélation du tournoi et auteur du plus beau but,.

#### Équipe d'Argentine
En 2022, pour préparer la Coupe du monde 2022, le sélectionneur de l'équipe d'Argentine senior réunit des groupes élargis. Ainsi, le 6 mars, Garnacho est convoqué une première fois par Lionel Scaloni, pour les matchs contre le Venezuela et l'Équateur, alors qu'il n'a pas encore fait ses débuts professionnels en club. Il fait partie d'un groupe de 33 joueurs, avec d'autres très jeunes comme Valentín Carboni, Nico Paz, Luka Romero ou Matías Soulé — aux côtés des cadres de l'équipe, tels que Lionel Messi et Ángel Di María,,, sans toutefois figurer sur les feuilles de matchs. À l'automne, il figure dans une première pré-liste de 48 joueurs pour le mondial,,, mais n'est pas retenu pour participer à la compétition.
Régulièrement convoqué par la suite par Scaloni, il connaît sa première sélection lors d'un match amical face à l'Australie en Chine le 15 juin 2023 en remplaçant Nicolás González.

## Statistiques

### En club
| Saison                | Club                  | Championnat           | Championnat | Championnat | Championnat | Coupe nationale | Coupe nationale | Coupe nationale | Coupe de la Ligue | Coupe de la Ligue | Coupe de la Ligue | Supercoupe | Supercoupe | Supercoupe | Compétition(s) continentale(s) | Compétition(s) continentale(s) | Compétition(s) continentale(s) | Compétition(s) continentale(s) | Total | Total | Total |
| Saison                | Club                  | Division              | M.          | B.          | P.d.        | M.              | B.              | P.d.            | M.                | B.                | P.d.              | M.         | B.         | P.d.       | Comp.                          | M.                             | B.                             | P.d.                           | M.    | B.    | P.d.  |
| 2021-2022             | Manchester United     | Premier League        | 2           | 0           | 0           | 0               | 0               | 0               | 0                 | 0                 | 0                 | -          | -          | -          | C1                             | 0                              | 0                              | 0                              | 2     | 0     | 0     |
| 2022-2023             | Manchester United     | Premier League        | 19          | 3           | 2           | 4               | 1               | 1               | 5                 | 0                 | 2                 | -          | -          | -          | C3                             | 6                              | 1                              | 0                              | 34    | 5     | 5     |
| 2023-2024             | Manchester United     | Premier League        | 36          | 7           | 4           | 6               | 1               | 1               | 2                 | 1                 | 0                 | -          | -          | -          | C1                             | 6                              | 1                              | 0                              | 50    | 10    | 5     |
| 2024-2025             | Manchester United     | Premier League        | 36          | 6           | 2           | 3               | 0               | 1               | 3                 | 3                 | 3                 | 1          | 1          | 0          | C3                             | 15                             | 1                              | 4                              | 58    | 11    | 10    |
| Total sur la carrière | Total sur la carrière | Total sur la carrière | 93          | 16          | 8           | 13              | 2               | 3               | 10                | 4                 | 5                 | 1          | 1          | 0          | -                              | 27                             | 3                              | 4                              | 144   | 26    | 20    |

### En sélection
| Années                | Sélection             | Phases finales        | Phases finales | Phases finales | Phases finales | Éliminatoires | Éliminatoires | Éliminatoires | Éliminatoires | Amicaux | Amicaux | Amicaux | Total | Total | Total |
| Années                | Sélection             | Comp.                 | M.             | B.             | P.d.           | Comp.         | M.            | B.            | P.d.          | M.      | B.      | P.d.    | M.    | B.    | P.d.  |
| --------------------- | --------------------- | --------------------- | -------------- | -------------- | -------------- | ------------- | ------------- | ------------- | ------------- | ------- | ------- | ------- | ----- | ----- | ----- |
| 2023                  | Argentine             | -                     | -              | -              | -              | CdM 2026      | 1             | 0             | 0             | 2       | 0       | 0       | 3     | 0     | 0     |
| 2024                  | Argentine             | Copa América 2024     | 1              | 0              | 0              | CdM 2026      | 2             | 0             | 0             | 2       | 0       | 0       | 5     | 0     | 0     |
| Total sur la carrière | Total sur la carrière | Total sur la carrière | 1              | 0              | 0              | -             | 3             | 0             | 0             | 4       | 0       | 0       | 8     | 0     | 0     |

Le tableau suivant liste les rencontres de l'équipe d'Argentine dans lesquelles Alejandro Garnacho a été sélectionné depuis le 15 juin 2023 jusqu'à présent :

## Style de jeu
Attaquant créatif, Alejandro Garnacho évolue principalement comme ailier pur, sur la gauche de l'attaque à ses débuts à Manchester,.
Au vu de son profil d'ailier au jeu spectaculaire, percutant et déterminé, il est comparé par Paul Scholes au jeune Cristiano Ronaldo qui était arrivé à Manchester United à 18 ans, pour son imprévisibilité et sa capacité à remporter les duels,,,.
Son ancien entraineur Neil Wood (en) le décrit comme un brillant dribleur capable de faire des différences individuelles pour marquer.

## Palmarès

### En club
| Manchester United (3) |
| --- |
| - Coupe d'Angleterre (1) : - Vainqueur en 2024 - Finaliste en 2023 - Coupe de la Ligue (1) : - Vainqueur en 2023 - Community Shield (0) : - Finaliste en 2024 - FA Youth Cup (1) : - Vainqueur en 2022 - EUROPA LEAGUE (0) : - finaliste en 2025 |

### En sélection
| Argentine (1)                            |
| ---------------------------------------- |
| - Copa América (1) : - Vainqueur en 2024 |

### Récompenses individuelles
- Meilleur buteur de la FA Youth Cup en 2021-22 (7 buts) ;
- Jeune joueur de l'année Jimmy Murphy (en), meilleur U18 de Manchester United en 2022[53] ;
- Révélation du Tournoi de Toulon en 2022 (en) ;
- But du mois de Premier League en novembre 2023
- But de la saison en Premier League en 2023-2024
- Prix Puskás de la FIFA 2024[34]

## Vie privée
En octobre 2023, avec sa compagne Eva García, ils deviennent parents d'un garçon prénommé Enzo,.